# Spargania subrosea
Spargania subrosea là một loài bướm đêm trong họ Geometridae.